# 2021 في الجزائر
هذه المقالة تتضمن أهم الأحداث التي حدثت في الجزائر في سنة 2021.

## الحكم
- رئيس الجمهورية – عبد المجيد تبون
- رئيس الحكومة – عبد العزيز جراد
- وزير الداخلية – كمال بلجود

## الرياضة
- منتخب الجزائر لكرة اليد يشارك في بطولة العالم لكرة اليد للرجال 2021 المقامة في مصر ما بين 13 يناير و31 يناير. ويتحصل على المرتبة 22.

## وفـيات
- 13 يناير - حسين خمري (مواليد 1955)، أكاديمي وناقد.
- 17 مارس – ريم غزالي (مواليد 1982)، ممثلة.
- 2 يوليو – سليمان بخليلي (مواليد 1963)، صحفي.
- 29 أكتوبر - مهدي سرباح، حارس مرمى كرة قدم.[1]
- 26 أكتوبر – لخضر وصيفي، أحد مفجري الثورة التحريرية (94 سنة).

## الـمراجع
1. ↑  "وفاة حارس منتخب الجزائر السابق". كووورة. 29 أكتوبر 2021. مؤرشف من الأصل في 2021-10-30. اطلع عليه بتاريخ 2021-10-30.